# Wes Brown (Schauspieler)
James Wesley „Wes“ Brown (* 26. Januar 1982 in Fort Worth, Texas) ist ein US-amerikanischer Schauspieler.

## Leben
Wes Brown wurde in Fort Worth geboren und wuchs in Baton Rouge in Louisiana auf. Er besuchte die Louisiana State University.
In den USA wurde Brown durch seine Rolle als Luke McDonald in True Blood bekannt. Des Weiteren hatte er längere Handlungsbögen in Trauma, Private Practice und Hart of Dixie. Momentan hat er eine wiederkehrende Rolle in der Jugendserie 90210. Außerdem hatte er Gastauftritte in Serien wie CSI: Miami, Criminal Minds, Navy CIS, Scandal und Desperate Housewives. Im Frühjahr 2013 war er als Julian Bowers in der kurzlebigen NBC-Dramaserie Deception zu sehen.
Brown lebt zusammen mit seiner Frau und seiner Tochter in Los Angeles.

## Filmografie (Auswahl)
- 2005: Beach Girls (Fernsehserie, fünf Episoden)
- 2006: Spiel auf Sieg (Glory Road)
- 2006: Sie waren Helden (We Are Marshall)
- 2007: CSI: Miami (Fernsehserie, Episode 6x08)
- 2009: True Blood (Fernsehserie, sieben Episoden)
- 2009: Criminal Minds (Fernsehserie, Episode 5x10)
- 2009–2010: Trauma (Fernsehserie, drei Episoden)
- 2011: Navy CIS (NCIS, Fernsehserie, Episode 8x11)
- 2011: Private Practice (Fernsehserie, drei Episoden)
- 2011: Weather Wars
- 2011: Love Begins
- 2011: Love’s Everlasting Courage
- 2011–2012: Hart of Dixie (Fernsehserie, vier Episoden)
- 2012: Scandal (Fernsehserie, Episode 1x01)
- 2012: Desperate Housewives (Fernsehserie, Episode 8x23)
- 2012: 90210 (Fernsehserie, fünf Episoden)
- 2013: Deception (Fernsehserie, elf Episoden)
- 2017: Twin Peaks (Fernsehserie)
- 2020: A Nashville Christmas Carol (Hallmark-Produktion)